# Cantó de Saint-Étienne-Sud-Est-1
El cantó de Saint-Étienne-Sud-Est-1 és un cantó francès al districte de Saint-Étienne (departament del Loira) que compta amb part del municipi de Sant-Etiève.
| Data d'elecció                           | Identitat         | Partit                    | Qualitat |
| ---------------------------------------- | ----------------- | ------------------------- | -------- |
| 1973-1976                                | Mme. Namy         | UDR                       |          |
| 1976-2001                                | Bruno Vennin      | PS, després Divers gauche |          |
| 2001-2008                                | Annie Domenichini | RPR, després UMP          |          |
| 2008-                                    | Joseph Ferrara    | PS                        |          |
| les dades anteriors no són pas conegudes |                   |                           |          |